# Nina Leen
Nina Leen (c. 1914-1 de enero de 1995) fue una fotógrafa estadounidense nacida en el Imperio ruso, constante colaboradora de la revista Life. Se la recuerda sobre todo por sus fotografías de animales, muchas de ellas publicadas en forma de libro.

## Biografía
Nacida en Rusia (probablemente entre 1909 y 1914, aunque mantuvo su edad en reserva), Leen estudió pintura en Berlín. Antes de emigrar a los Estados Unidos en 1939, también había vivido en Italia y Suiza. Sus primeras fotografías que se publicaron en Life en abril de 1940 fueron de tortugas en el zoológico del Bronx, tomadas con su cámara Rolleiflex. Si bien no fue parte del equipo de fotógrafos de Life, contribuyó como fotógrafa contratada hasta que la revista cerró en 1972 Leen también fue una fotógrafa prolífica de modas para Life, y estuvo casada con el fotógrafo de moda Serge Balkin.
Fue reconocida con la inclusión por Edward Steichen de dos de sus fotografías en la exposición itinerante internacional The Family of Man: una fotografía de un niño en una pizarra y otra de varias generaciones de una familia de agricultores de Ozark. Esta última fotografía fue posteriormente seleccionada por Carl Sagan para ser parte de los discos de oro de las Voyager, apareciendo con la clasificación de "retrato familiar" (ubicación número 38).
Con los años, Leen estuvo detrás de más de 50 portadas de revistas y contribuyó con innumerables informes de todo el mundo, incluida la historia de su perro Lucky, que comenzó en 1949 y más tarde dio lugar a la creación de a un libro. 
Además de las muchas historias de animales que trabajó, es recordada por cubrir sobre jóvenes en las décadas de 1940 y 1950, y al grupo de artistas conocidos como The Irascibles. También documentó a la realeza europea, modelos de alta costura y actrices. A partir de 1973, Leen continuó publicando ávidamente su trabajo en forma de libros, incluidas sus notables imágenes de murciélagos que llamó sus gatitos voladores.

## Trabajos publicados
- Leen, Nina; Mackland, Ray (1951). Lucky, the Famous Foundling: Photogr. by Nina Leen, Text by Ray Mackland. Wyn.
- Leen, Nina; Novick, Alvin (1969). The World of Bats. Holt, Rinehart and Winston.
- Leen, Nina (1970). Women, Heroes, and a Frog. Rolf Harris Productions Pty, Limited. ISBN 978-0-393-08624-9.
- Leen, Nina; Davis, Joseph Anthony (1973). And then there were none: America's vanishing wildlife. Holt, Rinehart and Winston. ISBN 978-0-03-007466-0.
- Leen, Nina (1974). Dogs of All Sizes. Amphoto. ISBN 978-0-8174-0567-0.
- Leen, Nina (1974). Love, Sunrise, and Elevated Apes. Norton. ISBN 978-0-393-08699-7.
- Leen, Nina (1977). Images of Sound. W. W. Norton & Company. ISBN 978-0-393-08800-7.
- Leen, Nina (1978). Monkeys. Henry Holt. ISBN 978-0-03-044001-4.
- Leen, Nina (1978). Snakes. Holt, Rinehart and Winston. ISBN 978-0-03-039926-8.
- Leen, Nina (1980). Taking pictures. Avon. ISBN 978-0-380-49205-3.
- Leen, Nina (1980). Cats. Holt, Rinehart, and Winston. ISBN 978-0-03-052331-1.
- Leen, Nina (1981). Rare and Unusual Animals. Henry Holt. ISBN 978-0-03-057478-8.

## Galería
|                                                        |
| Fotografía de Tommy Tucker, 31 de enero de 1944. Life. |

|                                        |
| La actriz Patty Duke con Helen Keller. |

| |
| Aye Aye Thant, hija del embajador de Birmania en las Naciones Unidas, preparándose para una cena en la ciudad de Nueva York. Febrero, 1960. Life. |

| |
| Aye Aye Thant y Tin Maung Thant, hijos del embajador de Birmania ante las Naciones Unidas. Febrero, 1960. Life. |